# Sitatunga
Sitatunga eller sumpbock (Tragelaphus spekeii) är en antilopart som man hittar i centrala Afrikas våtmarker och då främst i Kongo-Kinshasa, Botswana och Zambia. Sitatungan lever i sjöar och våtmarker och betar av den rikliga tillgången på vattenväxter. Det enda andra växtätande djur som konkurrerar med sitatungan är flodhästen.
En sitatungabock kan väga runt 110 kilo och ha en mankhöjd på ungefär 1,20 meter. En hona är mindre. Det är bara hanen som har de långa svagt lyrformiga hornen. Hornen kan bli upp till en meter långa. Sitatungan har en kort och lätt oljig päls som är vattenavstötande. Pälsen hos hanen är mörkbrun med ljusa tvärränder medan honan är ljust rödbrun. Det som är speciellt med sitatungan är dess klövar. De är stora, spretande och hjälper djuret att ta sig fram på sanka marker och sjöbottnar.
Sitatungabocken håller revir på lämpliga platser medan honorna bildar små familjegrupper på ungefär 10-15 djur som strövar in på de olika hanarnas revir. En hona är dräktig i ungefär 225 dagar (7 och en halv månad) och hon brukar i allmänhet föda en kalv som tillbringar de första veckorna på någon torr plats som honan har förberett åt den. Kalvarna brukar dia mellan 4 och 6 månader.
Sitatungan är en utmärkt simmare och använder den egenskapen när den letar löv, kvistar, och frukter av vattenväxter. Den kan leva i ungefär 20 år om den inte blir tagen av någon av de djur som har sitatungan på matsedeln. Lejon, leopard, pytonorm och nilkrokodil är de djur som i huvudsak jagar sitatunga. Om sitatungan blir hotad så tar den sin tillflykt till vattnet. Den dyker ner under vattnet och låter bara näsborrarna sticka upp genom vattenytan och står sedan helt stilla. Det är en effektiv metod mot de flesta rovdjur men inte mot människan.
Sitatungan är en hotad art och det främst på grund av att utdikningen och torrläggningen av deras naturliga våtmarker.